# Bildnis einer Dame
Bildnis einer Dame (im englischen Original: The Portrait of a Lady) ist der Titel eines Romans von Henry James. Der Roman erschien 1881 erstmals in Buchform und ist wohl James’ bekanntestes Werk.

## Inhalt
Isabel Archer, aus Albany im Staat New York, wird von ihrer Tante mütterlicherseits, Lydia Touchett, nach dem Tode von Isabels Vater nach England eingeladen. Sie soll Lydia und ihren Ehemann Daniel auf ihrem Landsitz in der Nähe Londons besuchen. Dort trifft sie ihren Vetter, Ralph Touchett, einen todgeweihten Invaliden, sowie den Nachbarn der Touchetts, Lord Warburton. Isabel lehnt Warburtons plötzlichen Heiratsantrag ab. Sie weist auch Caspar Goodwood zurück, den Erben eines reichen Mühlenbesitzers aus Boston. Obwohl sich Isabel zu Caspar hingezogen fühlt, verbietet ihr Drang nach Unabhängigkeit und ihr Hunger nach Erfahrung eine frühzeitige Hochzeit. Als ihr Onkel Daniel Touchett stirbt, vermacht er – auf Drängen seines Sohnes Ralph –, Isabel einen großen Teil seines Vermögens.
So ausgestattet mit einem stattlichen Einkommen, bereist Isabel den europäischen Kontinent und trifft in Florenz Gilbert Osmond, einen verwitweten Amerikaner und Vater einer halbwüchsigen Tochter, Pansy, die eine Klosterschule in Rom besucht. Obwohl Isabel die Anträge von Warburton und Goodwood abgelehnt hatte, willigt sie jetzt ein, den sich intellektuell und „höherwertig“ gebenden Osmond zu heiraten. Sie weiß nicht, dass die Eheschließung vor allem auf das Betreiben von Madame Merle zurückzuführen ist, einer weltgewandt-kultivierten, auf scheinbar ideale Weise unabhängigen Amerikanerin, mit der Isabel auf dem Landsitz der Touchetts Freundschaft geschlossen hatte.
Isabel und Gilbert Osmond lassen sich in Rom nieder, aber ihre Ehe leidet schon bald an Gilberts ausgeprägtem Egoismus und seinem Mangel an Zuneigung für seine Frau. Isabel gewinnt Gefallen an Pansy, der sie die Ehe mit Ned Rosier, einem jungen, in Paris lebenden amerikanischen Kunstsammler, ermöglichen will. Dem versnobten Gilbert wäre es lieber, Pansy würde dem Antrag von Lord Warburton entsprechen, der zuvor schon um Isabel geworben hatte. Isabel jedoch hegt den Verdacht, dass Warburtons Interesse an Pansy nur vorgetäuscht sein könnte, um wieder an Isabel herankommen zu können.
Der Konflikt reißt weitere Gräben in die unglückliche Ehe von Isabel und Gilbert. Als Isabel erfährt, dass ihr Vetter Ralph in England im Sterben liegt, will sie ihn besuchen, doch ihr Mann widersetzt sich selbstsüchtig. Indessen erfährt Isabel von ihrer Schwägerin, dass Pansy in Wirklichkeit die Tochter von Madame Merle ist, entsprungen einer ehebrecherischen Affäre mit Gilbert  vor vielen Jahren.
Isabel besucht Pansy, die ihr Vater mittlerweile zurück ins Kloster geschickt hat, damit sie dort „nachdenkt“. Beim Besuch trifft Isabel auf Madame Merle, die offenbar merkt, dass ihr Verhältnis zu Gilbert und Pansy enthüllt worden ist. Zu einer offenen Aussprache der beiden Frauen kommt es nicht, Madame Merle kündigt jedoch an, nach Amerika zurückkehren zu wollen. Pansy bittet Isabel verzweifelt, eines Tages zurückzukehren, was diese widerstrebend verspricht.
Sie reist gegen den Willen ihres Gatten nach England, um dort dem sterbenden Ralph beizustehen. Ralph, der Gilberts Wesen durchschaut, mahnt sie auf dem Sterbebett eindringlich, in England zu bleiben. Nach Ralphs Tod begegnet ihr Caspar Goodwood. Er bedrängt sie, Gilbert zu verlassen und stattdessen mit ihm zu gehen. Er umarmt und küsst sie leidenschaftlich. Isabel lässt das in einer Haltung sterbensmüder Resignation geschehen, um anschließend zu fliehen. Sie fasst einen Entschluss: „Sie hatte nicht gewußt, wohin sie sich wenden sollte; jetzt aber wußte sie es. Es gab da einen sehr geraden Weg.“ Zwei Tage später erfährt Goodwood, dass sie wieder nach Rom abgereist ist. Wofür Isabel sich letztlich entscheidet, bleibt unausgesprochen.

## Themen und Motive
James’ erster Gedanke für The Portrait of a Lady war die Einfachheit selbst: Eine junge Amerikanerin stellt sich ihrem Schicksal, was immer es ihr bringen mag. Erst dann begann er, eine Handlung rund um seine Hauptfigur zu entwickeln, um ihren Charakter zu verdeutlichen. Ironischerweise wurde die Handlung zu einer erbarmungslosen Geschichte der freigeistigen Isabel, die ihre Freiheit verliert, obwohl – oder gerade weil – sie unverhofft zu einem Vermögen kommt und so „in die Mühlen des Konventionellen“ gerät. Der Konflikt zwischen Freiheit und Verantwortung zieht sich durch das Bildnis. In diesem Sinne kann man das Buch rückblickend als geradezu „existenzialistisch“ interpretieren, da Isabel entschlossen ist, mit den Konsequenzen ihrer Entscheidungen zu leben, aufrichtig, aber auch in gewisser Weise starrsinnig.
Von Anfang an erscheint Isabel als eine Getriebene: Sie weist mit Lord Warburton und Goodwood zwei sehr starke, maskuline Figuren zurück und entscheidet sich für den scheinbar weniger bedrohlichen und kalten Osmond. Auch wenn die Konventionen der angelsächsischen Literatur des 19. Jahrhunderts hier eine offenere Schilderung dieses Teils von Isabels Charakter verhindern, macht James doch deutlich, dass Isabels Schicksal auch darauf beruht, dass sie vor leidenschaftlicher Hingabe zurückschreckt.
Der literarische Reichtum des Bildnisses beschränkt sich aber nicht auf den vielschichtig gezeichneten Charakter der Hauptfigur Isabel. Vielmehr zeigt James in seinem Roman ein breites Panorama des Lebens auf beiden Seiten des Atlantiks. Die wohlhabende Welt seiner Darsteller erscheint angenehm und sorglos, aber sie ist durchdrungen von Missgunst, Verrat und Leid.

## Literarische Bedeutung und Kritik
Mit einigen Ausnahmen ist Bildnis einer Dame von der Kritik sehr günstig aufgenommen worden, seit der Roman in Fortsetzungen im Atlantic Monthly 1880 erstmals veröffentlicht wurde. Bis heute zählt es zu den bekanntesten von James’ Erzählungen und Romanen. Heute wird vor allem anerkannt, dass Henry James die Analyse des menschlichen Bewusstseins und der menschlichen Motivation auf eine bis dahin ungekannte Ebene gehoben habe; dies bezieht sich vor allem auf die Passage im 42. Kapitel des Buches, in dem Isabel bis tief in die Nacht über ihre Ehe und das Dilemma, in dem sie sich befindet, nachdenkt. James feierte diese Darstellung von Isabels Schrecken selbst in seinem Vorwort zur New Yorker Ausgabe seines Romans.
Die ausgiebigen Umarbeitungen, die James an seinem Werk für die New Yorker Ausgabe von 1908 vorgenommen hat, wurden allgemein als Verbesserungen des Werks anerkannt, im Gegensatz zu den negativen Reaktionen, die seine Bearbeitungen von The American oder Roderick Hudson hervorgerufen haben. Besonders die Neugestaltung der letzten Begegnung zwischen Isabel und Goodwood wurde von der Kritik gelobt. Edward Wagenknecht schreibt: James „makes it as clear as any modern novelist could make it by using all the four-letter words in the dictionary that [Isabel] has been roused as never before in her life, roused in the true sense perhaps for the first time in her life.“
Ursprünglich endete der Roman mit der Passage: „Look here, Mr Goodwood' she [Henrietta] said; 'just you wait!' On which he looked up at her...“ Doch nachdem der Literaturkritiker R. H. Hutton den Schluss so interpretierte, dass Henrietta Goodwood Liebesglück mit Isabel verheißt, ergänzte James in der Version von 1908 den Schluss.

## Adaptionen
The Portrait of a Lady wurde 1996 von der neuseeländischen Filmemacherin Jane Campion mit Nicole Kidman als Isabel, John Malkovich als Osmond und Barbara Hershey als Madame Merle verfilmt. Der Film mit dem deutschen Titel Porträt einer Lady erhielt mäßige Kritiken.
1968 produzierte die BBC eine Miniserie von The Portrait of a Lady für das Fernsehen mit Suzanne Neve als Isabel und Richard Chamberlain als Ralph Touchett.

## Ausgaben
- The Portrait of a Lady: An Authoritative Text, Henry James and the Novel, Reviews and Criticism edited by Robert Bamberg (New York: W.W. Norton & Company 2003) ISBN 0-393-96646-1
- Bildnis einer Dame, übersetzt von Lore Krüger, Aufbau Verlag Berlin und Weimar 1989, ISBN 3-351-01344-2,
- Bildnis einer Dame, übersetzt von Hildegard Blohmeyer, Insel-Taschenbuch, ISBN 3-458-34674-0
- Bildnis einer Dame, Heyne, ISBN 3-453-12244-5
- Porträt einer jungen Dame, übersetzt von Gottfried Röckelein, ars vivendi verlag, ISBN 978-3-86913-584-7

## Sekundärliteratur
- The Great Tradition, F. R. Leavis, London: Chatto and Windus 1948
- The Novels of Henry James, Oscar Cargill, New York: Macmillan Co. 1961
- The Novels of Henry James, Edward Wagenknecht, New York: Frederick Ungar Publishing Co. 1983 ISBN 0-8044-2959-6
- Modern Critical Views: Henry James, hrsg. von Harold Bloom, New York: Chelsea House Publishers 1987 ISBN 0-87754-696-7
- The Portrait of a Lady: Maiden, Woman and Heroine, Lyall Powers, Boston: Twayne Publishers 1991 ISBN 0-8057-8066-1
- Meaning in Henry James, Millicent Bell, Cambridge (MA): Harvard University Press 1991 ISBN 0-674-55763-8
- A Companion to Henry James Studies, hrsg. von Daniel Fogel, Westport (CT): Greenwood Press 1993 ISBN 0-313-25792-2
- Henry James: A Collection of Critical Essays, hrsg. von Ruth Yeazell, Englewood Cliffs (NJ): Prentice Hall 1994 ISBN 0-13-380973-0
- The Cambridge Companion to Henry James, hrsg. von Jonathan Freedman, Cambridge (UK): Cambridge University Press 1998 ISBN 0-521-49924-0